# 佐藤和歌子
佐藤 和歌子（さとう わかこ、1980年 - ）は、日本のライター、編集者。
神奈川県川崎市出身。神奈川県立横浜翠嵐高等学校、慶應義塾大学環境情報学部卒業。
学生時代から「間取り通信」を発行。大学では福田和也ゼミに所属。2003年3月に刊行された『間取りの手帖』が話題となり、2003年7月12日放送の『タモリ倶楽部』（「オシャレな間取りを紹介します！ITAO不動産」）に出演。『en-taxi』ではNo.02以外の全ての号で文や構成、記録として拘っており、角川春樹が主宰する句会のレポートである「角川句会手帖」（No.06では「角川句会一部始終の事」）を主に執筆している。他に『読んだ、飲んだ、論じた』（鹿島茂・松原隆一郎・福田和也著）の構成、『悪女の美食術』（福田和也著）の本文注釈を担当した。『モーニング』で「悶々ホルモン」を、『週刊現代』で2007年12月08日号から「いつのまに月曜日」を連載していた。

## 著書
- 『間取りの手帖』（リトルモア、2003）
- 『間取り相談室』（ぴあ、2005）
- 『間取りの手帖remix』（ちくま文庫、2007）
- 『悶々ホルモン』（新潮社、2008）
- 『角川春樹句会手帖』（扶桑社、2009）

## 編集雑誌
- 『montag 第一号』（飛鳥新社、2003）

## 主な雑誌掲載文
- 「紀宮様「オタク伝説」を追う」（『文藝春秋』2005年2月号）
- 「“電波の怪物”みのもんた密着日誌　睡眠三時間、満身創痍。TV出づっぱり男を追跡」（『文藝春秋』2005年11月号）
- 「「いきいき95歳」日野原先生密着記　何であんなに元気なの。驚異の若さの秘密に迫る」（『文藝春秋』2007年3月号）
- 「十年前も夢見桜を探して吉野中を歩いた――角川春樹が行く「吉野」―案内随行記―」（『ランティエ』2005年5月号）
- 「金正日の髪を、夢の中で･･････」（『en-taxi』No.01）
- 「フルーツバスケット」（『en-taxi』No.03）
- 「ガラムの匂い」（『en-taxi』No.04）
- 「大竹伸朗×リリー・フランキー　同時代人「OUKYO」目撃の夜」（『en-taxi』No.05）
- 「ハリウッド、浪花節、鮑が踊る談志の台所から」（『en-taxi』No.10）
- 「世話焼きと「俳」」（『en-taxi』No.18）